# حسین‌آباد (بمپور)
حسین‌آباد روستایی در دهستان خیرآباد بخش مرکزی شهرستان بمپور استان سیستان و بلوچستان ایران است.

## جمعیت
بر پایه سرشماری عمومی نفوس و مسکن در سال ۱۳۹۵ جمعیت این روستا ۱٬۳۶۲ نفر (۳۶۲خانوار) بوده‌است.